# Rîșcani (distrikt)
Rîșcani ( moldaviska: Raionul Rîșcani) är ett distrikt i Moldavien. Det ligger i den nordvästra delen av landet. Antalet invånare är 66 927. Arean är 936 kvadratkilometer. Administrativ huvudort är Rîșcani.
Terrängen i distriktet är huvudsakligen platt, men åt sydväst är den kuperad.